# مركز تقدم للبحوث الاجتماعية
مركز تقدُم للبحوث الاجتماعية،
مركز يُعنى بدراسة تاريخ المجتمع المحلي، وبناء الهوية الوطنية على أسس راسخة من خلال توثيق الموروث الشعبي والقيمة الحضارية ليكون هذا الموروث قاعدة لبناء المستقبل.

## الرؤية للمركز
مركز رائد على مستوى الوطن العربي في مجال الأبحاث والدراسات الاجتماعية.

## أهداف المركز
- توثيق التراث الاجتماعي ضمن التاريخ الوطني للمملكة العربية السعودية للحفاظ عليه وضمان استمراره.
- تأصيل الموروث الشعبي ومحاولة الكشف عن جذوره.
- تحفيز الباحثين والمختصين للعمل على دراسة التراث الاجتماعي للمملكة العربية السعودية .
- توفير المعلومات المتعلقة بالتاريخ الاجتماعي وإمداد الباحثين المختصين بموروث المملكة العربية السعودية.
- تغذية النشاط التراثي والثقافي والفني بالمعلومات والأفكار التي تربط الحاضر بالماضي العريق.
- تزويد المكتبة الوطنية بمراجع شاملة وأصيلة متنوعة من الروايات الشفيهة والاعتماد على التاريخ المرئي وكل ما يتضمنه من الأفلام الوثائقية و الصور الفوتوغرافية وغيرها.

## نشاط المركز
- الدراسات والبحوث في التاريخ الوطني في جميع المجالات وخاصة المجال الاجتماعي.
- جمع الروايات الشفهية لحفظ التاريخ الاجتماعي.
- عقد الندوات والمؤتمرات المتعلقة بالتاريخ الاجتماعي والموروث الشعبي.
- إصدار مجلة دورية لنشر المقالات عن التاريخ الاجتماعي.
- طباعة البحوث ونشرها.
- تكريم ودعم المتميزين والمتفوقين من الباحثين والمختصين.
- برامج ترفع من مستوى الوعي الفكري والحس الوطني.
- المشاركة في الفعاليات والمناسبات الوطنية.[2]

## وصلات خارجية
- ندوة "أمسية وطن" التي أقامها #مركز_تقدُم بمناسبة اليوم الوطني "90" بمشاركة نخبة من مؤرخي ومؤرخات الوطن.
- مركز تقدُم للدراسات الاجتماعية يُقيم ندوة بعنوان ” وقفات مع العرف القبلي قبل توحيد المملكة “الحجاز نموذجاً”.